# Theretra ostracina
Theretra ostracina är en fjärilsart som beskrevs av Hans Daniel Johan Wallengren 1860. Theretra ostracina ingår i släktet Theretra och familjen svärmare. Inga underarter finns listade i Catalogue of Life.